# Меринг (Горња Баварска)
Меринг (њем. Mehring) општина је у њемачкој савезној држави Баварска. Једно је од 24 општинска средишта округа Алтетинг. Према процјени из 2010. у општини је живјело 2.231 становника. Посједује регионалну шифру (AGS) 9171124.

## Географски и демографски подаци
Меринг се налази у савезној држави Баварска у округу Алтетинг. Општина се налази на надморској висини од 432 метра. Површина општине износи 23,4 km². У самом мјесту је, према процјени из 2010. године, живјело 2.231 становника. Просјечна густина становништва износи 95 становника/km².